# 총괄성
총괄성(總括性, 영어: colligative property)은 용액에 녹아있는 용질의 종류가 아닌 용질의 입자수에 의해서만 결정되는 용액의 성질을 말한다. 예로 같은 부피의 물이 담긴 비커 2개에 소금(NaCl) 1몰과 염산(HCl) 1몰을 넣을 경우 두 용액의 총괄성은 소금과 염산 모두 2개의 용질로 이온화가 되기 때문에 두 이상용액의 총괄성은 같게 된다. 총괄성의 대표적인 예로는 삼투압, 끓는점 오름, 어는점 내림, 증기 압력 내림이 있다. 또 이러한 총괄성을 이용하면 용질의 몰질량을 측정하기 유용하기도 하다.

## 비전해질 용액의 총괄성
총괄성은 용액 내에 있는 용질 입자의 본질에는 상관없이 용질 입자의 수에만 의존하는 성질을 말한다.이 성질들은 공통적인 근원으로 묶을 수 있는데, 입자가 원자, 이온, 분자 중 어느 것이든 상관없이 존재하는 입자 수에만 의존하는 성질이다. 비전해질 용액의 총괄성을 논의할 때 용액의 농도가 0.2M 이하인 상대적으로 묽은 용액에 국한한다. 비휘발성 용질의 경우, 용액의 증기압은 순수한 용매의 증기압보다 항상 낮은 성질을 나타낸다.
비전해질 용액의 총괄성은 몰질량을 측정하는 도구가 된다. 이론적으로는 증기압 내림, 어는점 내림, 끓는점 오름, 삼투압 4가지 총괄성 모두 이 목적에 적합하지만, 실제적으로 가장 현저한 변화를 보는 어는점 내림과 삼투압만이 몰질량 측정에 이용된다. 예를 들어 실험에 사용된 용질의 질량을 알면 어는점 내림 → 몰랄농도 → 몰수 → 몰질량 순서로 몰질량을 구할 수 있다.

## 증기압 내림

### 증기압 내림 정의
어떤 용매 속에 용매와 다른 물질인 용질을 녹이면 증기압력이 낮아지는 현상

cf. 증기압력
액체의 표면에서 증발 속도가 응축 속도와 같아지면 평형을 이루게 되는데 이때 기화한 증기의 압력이 증기압력이다. 증기압력은 온도에 비례한다. 온도가 높아지면 증기압력이 높아지고 반대로 온도가 낮아지면 증기압력이 낮아진다. 또한, 휘발성에 따라서도 영향을 받는다. 용액의 휘발성이 클수록 같은 온도에서 증기압력이 높다. (증기압력에 대한 자세한 설명: 증기 압력)

#### 증기압 내림 원리
비휘발성, 또는 비활성 용질을 녹이면 용질 입자가 용액 표면에서 용매의 증발을 방해한다. 용질 입자가 용매에 녹으면 용질-용매 분자간 인력의 영향이 생겨 비휘발성 용질의 농도가 클수록 용매가 증발하는 것이 어려워진다. 즉, 용매가 순수 용매 상태일 때 보다 덜 증발하게 되므로 증기압이 내려가는 것이다. 이런 증기압 내림의 원리로 끓는점 오름 현상을 이해할 수 있다. 액체가 끓기 위한 조건으로 증기압력이 대기압력과 같아야 하는데, 증기압이 같은 온도일 때 더 낮아지므로 대기압력과 같아지려면 더 높은 온도로 올라가야 한다. 따라서 이런 상황에서 끓는점이 오르게 되는 것이다.

#### 증기압 내림 특징
용액의 증기압 내림은 용액의 몰분율에 비례한다. (끓는점 오름의 경우 몰랄농도에 비례하는데 증기압 내림이 끓는점 오름으로 이어지므로 쉽게 이해할 수 있음)
용질이 비휘발성일 경우, 용액의 증기압은 용액의 종류에 상관없이 용질의 양에 영향을 받는다.

#### 용액의 증기압이 순수한 용매의 증기압보다 낮은 이유?
*무질서도 증가 : 증발의 경우 액체에서 기체로 상태가 변화하는데 기체 상태의 분자가 액체 상태의 분자보다 무질서하다. 따라서 용액의 무질서도가 순수한 용매보다 더 커지게 된다. 이 경우 용액과 증기 사이의 무질서도 차이는 순수한 용매와 증기 사이의 무질서도 차이보다 작아지게 되면서 용매 분자는 순수한 용매에서보다 용액에서 빠져나오려는 경향이 작아지게 된다. 그 결과, 용액의 증기압이 용매의 증기압보다 낮아지게 되는 것이다.

### 라울의 법칙과 몰분율

#### 라울의 법칙 정의
1888년 프랑스의 물리화학자 라울이 실험을 통해 발견한 법칙이다. 비휘발성 물질이 녹아있는 용액에서 용액 속 용매의 증기압은 용매의 몰분율에 비례하며, 용매의 증기압 내림률은 용질의 몰분율과 같다는 법칙이다. 이 때, 전체적인 범위에서 라울의 법칙이 성립하는 용액을 이상용액, 라울의 법칙에 의한 값에서 오차를 가지는 용액을 비이상용액이라 한다. 이상용액의 경우 용해열{\displaystyle \Delta H}=0이 된다는 성질이 있다.

#### =>몰분율이란?
전체 성분에 대한 특정 성분의 몰수비로, 두 성분 이상의 물질이 있을 때 한 성분의 농도를 나타내는 방법이다.
n개의 성분이 있을 때 제 1 성분의 몰분율 x는 다음과 같다.
{\displaystyle x_{1}=\sum _{k=1}^{n}\left({\frac {n_{1}}{n_{k}}}\right)}
이와 같은 방법으로 제 2 성분 ~ 제 n 성분의 몰분율도 구할 수 있다.

#### 라울의 법칙 식의 표현
{\displaystyle p_{1}=P_{1}\times x_{1}} 이 때 p1은 용액의 증기압, P1은 용매의 증기압, x1은 용매의 몰분율을 의미한다.
x2 = 용질의 몰분율이라 하자. 용액=용매+용질이므로 x1+x2=1이다.
=> "증기압 내림률{\displaystyle \left({\frac {P_{1}-p_{1}}{P_{1}}}\right)={\frac {P_{1}-P_{1}x_{1}}{P_{1}}}=(1-x_{1})=x_{2}}은 용질의 몰분율과 같다는 성질 확인"

용질의 증기압을 P2, 용액의 증기압을 p2라 할 때
{\displaystyle p_{2}=P_{2}x_{2}} 역시 성립한다.

{\displaystyle \Delta P=P_{1}-p_{1}=P_{1}(1-x_{1})=P_{1}x_{2}}

{\displaystyle \Delta P}는 증기압 내림을 의미한다. 이 때 증기압 내림은 용매의 증기압에 용질의 몰분율을 곱한 값이다.  즉, 용질의 몰분율이 높을 수록 증기압 내림현상이 크게 나타나는 것인데, 이는 결국 용매의 순도가 낮을수록 용액은 낮은 증기압을 갖게된다는 것을 알 수 있다.

### 용액의 두 성분이 모두 휘발성일 때의 용액의 증기압 비교.
용매와 용질이 둘 다 휘발성일 때(측정 가능할 정도의 증기압이 있을 경우에 한정), 용액의 증기압은 각 부분 압력의 합이다. 라울 법칙은 이 케이스에서도 적용된다.
{\displaystyle P_{A}=X_{A}P_{A}^{\circ }}
{\displaystyle P_{B}=X_{B}P_{B}^{\circ }}

({\displaystyle P_{A}}, {\displaystyle P_{B}}는 휘발성 성분 A,B의  용액에서의 부분 압력, {\displaystyle P_{A}^{\circ }},{\displaystyle P_{B}^{\circ }}는 성분 A,B 순수 물질의 증기압이며 X의 경우 A,B의 몰분율을 의미.)

이 때, 용액의 전체 압력(용액의 증기압)은 A와 B의 용액에서의 부분 압력의 합과 같으므로
{\displaystyle P_{T}=X_{A}P_{A}^{\circ }+X_{B}P_{B}^{\circ }}이다.

#### 휘발성 비이상용액의 경우
CASE 1 : 두 휘발성 성분 A,B 사이의 분자간 힘<A 분자들 사이의 힘 or B 분자들 사이의 힘 일 때, 용액에서 빠져나가려는 경향은 이상 용액에 비해 커진다. 그 결과, 용액의 증기압은 같은 농도에서 라울 법칙을 적용할 때 도출할 수 있는 증기압의 합보다 클 것이다. (<nowiki><math>P_A</math></nowiki>, <nowiki><math>P_B</math></nowiki>, <nowiki><math>P_T</math></nowiki> 모두 라울의 법칙의 그래프에 비해 압력이 커진 양상) 이 케이스의 <nowiki>[[용해열]]</nowiki>은 양수(흡열과정)이다.

CASE 2: 두 휘발성 성분 A,B 사이의 분자간 힘>A 분자들 사이의 힘 or B 분자들 사이의 힘 일 때, 용액에서 빠져나가려는 경향은 이상용액의 비해 작아짐. 결국, 용액의 증기압은 같은 농도에서 라울 법칙을 적용할 때 도출되는 증기압의 합보다 작을 것이다.  ({\displaystyle P_{A}}, {\displaystyle P_{B}}, {\displaystyle P_{T}} 모두 라울의 법칙의 그래프에 비해 압력이 작아진 양상) 이 케이스의 용해열은 음수(발열과정)이다.

## 전해질 용액의 총괄성
총괄성은 용액 속에 있는 입자의 총 몰수의 영향을 받는다. 전해질 용액의 경우 용액에서 이온으로 해리되어 두 개 이상의 입자가 되기 때문에 비전해질의 총괄성과는 다르게 접근해야 한다. 예로 소금({\displaystyle {\ce {NaCl}}})의 경우는 1몰이 물에 녹을 경우 2몰의 용질 입자({\displaystyle {\ce {NaCl -> Na^+ + Cl^-}}})가 생성이 된다. 또, 염화칼슘의 경우는 물에 녹을 경우 3몰의 용질 입자가 생성이 되는데, 이때 두 용액의 삼투압을 증류수로 비교해보면 염화칼슘의 경우가 입자의 수가 더 많기 때문에 삼투압이 더욱 크다. 이를 설탕과 같은 비전해질을 포함한 용액의 총괄성과 비교하면 입자의 수만큼 배수가 된 다는 것을 알 수 있다. 이처럼 전해질 용액의 총괄성은 용액에 녹은 이온의 총 몰수에 영향을 받으며, 이러한 용질의 몰수와 입자의 몰수의 관계는 반트 호프 인자(van't Hoff factor)라는 양을 다음과 같이 정의한다.

반트 호프 인자 i
i=해리 후 용액 내 입자들의 실제 개수/초기 용액에 녹은 화학식 단위의 수
위의 정의에 따라 모든 비전해질의 i는 1이다. 하지만, 이러한 반트 호프 인자는 항상 맞는 것이 아니다. 실험에 의하면 이러한 값은 예측값과 약간 차이가 나게되는데, 그 이유는 고농도에서 정전기적 인력이 작용하여 이온쌍 현상을 일으키기 때문이다. 이온쌍이 형성되면 용액 내의 입자수가 줄게 되고, 이로 인해 총괄성이 감소하게 된다. 다가 이온을 포함하는 전해질은 NaCl과 같이 1가 이온으로 구성된 전해질에 비하여 이온쌍을 형성하는 경향이 강하다. 따라서 강전해질일수록 반트 호프 인자의 계산법에 의한 값과 측정에 의한 값의 차이가 커진다.
25oC에서 0.0500M 전해질 용액의 반트 호프 인자
| 전해질         | i(측정값) | i(계산법) |
| -------------- | --------- | --------- |
| 설탕(수크로스) | 1.0       | 1.0       |
| HCl            | 1.9       | 2.0       |
| NaCl           | 1.9       | 2.0       |
| MgSO4          | 1.3       | 2.0       |
| MgCl2          | 2.7       | 3.0       |
| FeCl3          | 3.4       | 4.0       |

## 삼투압
서로 다른 농도의 용액을 반투막 사이에 두면 삼투 현상이 발생하게 되는데, 이때 반투막에 발생하는 압력을 삼투압이라고 한다. 즉, 삼투현상을 멈추게 하는 데 필요한 압력이다. 일반적으로 삼투압의 공식은 다음과 같이 표현된다.
{\displaystyle \pi =MRT}
여기서 M은 용액의 몰농도, R은 기체상수(0.0821 Latm/Kmol), T는 절대온도이다. 따라서 삼투압{\displaystyle \pi }는 atm단위로 표시된다. 삼투압은 일정한 온도에서 측정되므로 농도는 몰랄농도보다는 편리한 몰농도로 표시한다.
전해질 용액의 삼투압은 실험에 의하여 다음 식으로 정리되었다.
{\displaystyle \pi =iMRT}
M은 몰농도이고 R은 기체상수(0.0821 Latm/Kmol), T는 절대온도 그리고 i는 반트 호프 계수이다.

## 끓는점 오름과 어는점 내림
끓는점 오름 정의
끓는점 오름이란 용매로 작용할 수 있는 액체에 비휘발성 용질을 녹였을 때 순수한 액체 상태일 때 보다 끓는점이 높아지는 현상을 말한다. 끓는점 오름은 어는점 내림, 삼투압 등과 함께 묽은 용액의 총괄적 성질이다.
끓는점 오름 공식
끓는점이 올라가는 정도(ΔTb)는 용질의 종류와는 관계없이 용액 중에 들어 있는 용질 입자의 수(용액의 농도)와 용매의 특성인 끓는점 오름 상수에 비례한다. 이것을 식으로 나타내면 다음과 같다.
{\displaystyle \Delta T_{b}=K_{b}\times m\times i}      ①
m 은 용액의 몰랄 농도이고,  kb는 몰랄 끓는점 오름 상수이다.  i는 반트 호프 계수(van't Hoff factor)를 의미한다. 반트 호프 계수는 용질 분자 1개당 이온의 수이다.
{\displaystyle K_{b}}구하는 법
열역학에 따르면 Kb는 다음 식으로 구할 수 있다.
단, R는 기체 상수, Tb는 순용매의 끓는점, h는 용매 1g당의 증발열이다.
{\displaystyle K_{b}={\frac {R}{1000h}}T_{b}^{2}}     ②
실재 용액은 이상 용액이 아니므로 ①식은 성립하지 않고
1) 용질이 용액 내에서 해리되는 경우
2) 용질과 용매가 화합물을 만드는 경우
3) 용질-용매 분자간의 인력이 용질-용질 분자간의 힘, 용매-용매 분자간의 힘의 평균보다 큰 경우
위의 세가지 경우에서 실제 측정한 끓는점 오름은 ①식에서 계산된 값보다 크다.
4) 용질이 용액 내에서 회합하는 경우
5) 용질-용매 분자간의 인력이 용질-용질 분자간의 힘, 용매-용매 분자간의 힘의 평균보다 작은 경우
위의 두가지 경우에는 끓는점 오름은 ①식에서 계산된 값보다 작다.
3) 및 5)의 경우에는 상당히 묽게 한 용액에서는 ①식은 근사적으로 성립하지만, 2) 및 4)의 경우에는 묽은 용액에서도 ①식의 근사도는 나쁘며, 1)의 경우에는 전혀 적용할 수 없다. 또, 첨가한 용질이 휘발성 물질일 때는 용질의 첨가에 의해 경우에 따라서는 끓는점이 내려가는 경우도 있다. ①식은 미지 물질의 분자량 측정에 이용된다( 끓는점법).
끓는점법
끓는점 오름의 현상을 이용하여 분자량을 측정하는 방법. 용매 1000g에 용질 wg을 첨가했을 때 끓는점 오름을 ΔTb라고 하면, 용질의 분자량 M은 다음 식에서 구할 수 있다.
{\displaystyle M=K_{b}w/\Delta T_{b}}
단, Kb는 용매 특유의 상수로 분자 끓는점 오름이라 불린다. Kb는 용매의 끓는점 및 증발열에서 계산할 수도 있지만, 보통은 분자량이 알려져 있는 표준 시료의 끓는점 오름으로부터 실험적으로 구한다. 실험 장치에는 Beckmann 끓는점 측정 장치, 코트렐의 분자량 측정 장치 등이 있다.
열역학적 관점에서 본 끓는점 오름
열역학적 관점에서 볼 때 끓는점은 기화 과정의 깁스 자유 에너지 변화({\displaystyle \Delta G})가 0이 되는 온도이다. 따라서 서로 다른 두 상(고체 vs 액체, 액체 vs 기체)의 자유 에너지 곡선이 교차하는 온도가 상전이 온도가 되므로 액체의 자유 에너지 곡선과 기체의 자유 에너지 곡선이 교차하는 지점의 온도가 끓는점이다. 비휘발성 용질이 녹아있는 혼합 용액은 순수한 액체일 때와 비교하여 다른 자유 에너지 값을 갖지만 기화 과정에서는 용매 분자만 기화하므로 기체상의 자유 에너지에는 변화가 없다. 일반적으로 혼합 용액은 순수한 액체에 비교하여 낮은 자유 에너지를 가지며, 따라서 기체상의 자유 에너지 값과 혼합 용액의 자유 에너지 값이 같아지는 교차점으로 변하게 되고 혼합 용액은 이 온도에서 끓게 된다. 이러한 끓는점 변화가 끓는점 오름이다.

끓는점 오름에 대한 오해
끓는점 오름에 대한 오해 중 하나는 요리 중 투입하는 소금(NaCl)의 양에 따라 물이 끓는 온도가 달라져 요리에 큰 변화를 준다는 믿음이다. 실제로 일반적인 조리 환경에서 사용하는 소금의 양은 끓는점 오름 값에 가시적인 변화를 주기에 너무 적다. 우리가 매우 짜게 느끼는 바닷물도 단지 100.7 °C에서 끓을 뿐이다. 따라서 소금 투입량에 따라 끓는 온도가 바뀌어 요리의 상태가 바뀐다는 믿음은 큰 과장이라고 할 수 있다.
어는점 내림 정의
순수한 용매에 용질을 첨가하여 용액을 만들면, 용액의 어는점이 용매의 어는점보다 낮아지는데, 이 현상을 어는점내림이라고 한다. 현상학적으로 응고점 내림은 비휘발성 용질이 녹은 용액은 순수한 용매보다 낮은 융해곡선을 갖기 때문에 일어나는 현상이다. 어는점내림은 좀 더 일반적인 의미로 쓰이는 응고점 내림과 같다.
어는점 내림 사례
주변에서 볼 수 있는 어는점내림의 대표적인 사례는 소금물의 어는점이 섭씨 0도 아래로 내려가는 것이다. 따라서 바닷물은 섭씨 0도에서 얼지 않는다. 또 다른 대표적인 사례인 자동차 부동액은 물과 에틸렌클리콜(ethylene glycol)의 혼합물로, 섭씨 영하 30~40도가 되어도 얼지 않는다.
어는점 내림 공식
어는점 내림은 다음의 식에 의해 결정된다.
{\displaystyle \Delta T_{f}=-K_{f}\times m\times i}
여기서
{\displaystyle \Delta T_{F}}는 어는점 내림, {\displaystyle \Delta K_{F}}는 몰랄 내림 상수(freezing point depression constant), m은 몰랄농도, i는 반트 호프 계수(van't Hoff factor)를 의미한다. 반트 호프 계수는 용질 분자 1개당 이온의 수이다. 이 식에서 몰랄 내림 상수가 클수록 응고점 내림이 큼을 알 수 있다.
어는점법
응고점 내림의 현상을 이용하여 물질의 분자량을 측정하거나 물질의 순도를 정하는 방법이다.
응고점 내림법 분자량 측정 : 용매 1000g에 용질 Wg을 더했을 때의 응고점 내림을 ΔTf라고 하면, 용질의 분자량 M은 다음의 식으로 나타낼 수 있다.
{\displaystyle M=K_{f}W/\Delta T_{f}}
Kf는 용매의 응고점 및 용융열에서 계산할 수 있지만, 보통은 분자량의 알려진 표준 시료의 응고점 내림에서 실험적으로 구한다. 처음에 순용매의 응고점, 다음으로 표준 시료를 포함한 용액의 응고점, 마지막으로 미지 시료를 포함한 용액의 응고점을 측정한다.
어는점 내림 특징
용질의 농도가 낮은 용액의 어는점 내림의 양은, 용질의 종류나 성질과 상관없이 용질의 농도에 의해서만 결정된다. 단, 용질의 농도가 충분히 높아서 용질 분자 간의 상호작용을 무시할 수 없을 때는 용질의 성질도 어는점 내림에 영향을 미칠 수 있다. 이처럼 용액에 녹아 있는 용질의 종류가 아닌 용질의 입자 수에 의해서만 결정되는 용액의 성질을 총괄성이라고 한다. 대표적으로 삼투압, 응고점 내림, 끓는점오름 등이 있다.
몰랄 내림 상수/몰랄 오름 상수
몰랄 내림 상수는 1몰랄 농도 용액에서의 어는점 내림값을 말하며, Kƒ로 표시한다. 몰랄 오름 상수는 1몰랄 농도 용액에서의 끓는점 오름값으로, Kb로 표시한다.
| 용매                                 | 정상 끓는 점 ({\displaystyle \circ _{C}}) | {\displaystyle K_{b}(\circ _{C}/m)} | 정상 어는점 ({\displaystyle \circ _{C}}) | {\displaystyle K_{f}(\circ _{C}/m)} |
| 물({\displaystyle H_{2}O})           | 100.0                                     | 0.51                                | 0.0                                      | 1.86                                |
| 벤젠({\displaystyle C_{6}H_{6}})     | 80.1                                      | 2.53                                | 5.5                                      | 5.12                                |
| ------------------------------------ | ----------------------------------------- | ----------------------------------- | ---------------------------------------- | ----------------------------------- |
| 에탄올({\displaystyle C_{2}H_{5}OH}) | 78.4                                      | 1.22                                | -114.6                                   | 1.99                                |
| 사염화탄소({\displaystyle CCl_{4}})  | 76.8                                      | 5.02                                | -22.3                                    | 29.8                                |
| 클로로폼({\displaystyle CHCl_{3}})   | 61.2                                      | 3.63                                | -63.5                                    | 4.68                                |

## 예시
25도의 온도에서 0.10 M Fe(NH4)2(SO4)2 용액의 삼투압이 10.8 atm으로 관찰되었을 때, i의 예상값을 구하면 Fe(NH4)2(SO4)2는 Fe2+, 2NH4+, 2SO42-로 이온화되므로 i의 예상값은 5라고 할 수 있다. 또한 위의 삼투압 공식을 이용하면 i의 실험값을 구할 수 있는데, Π=iMRT이고 Π는 10.8 atm, M은 0.10 mol/L, T는 298 K 이므로 이를 대입하면 i의 실험값은 4.4가 나온다. i의 실험값이 예상값보다 작은 이유는 이온쌍이 형성되었기 때문이라고 해석할 수 있다.